# Lecomtella
Lecomtella A.Camus é um género botânico pertencente à família Poaceae.